# Neue Baumwollen-Spinnerei Bayreuth

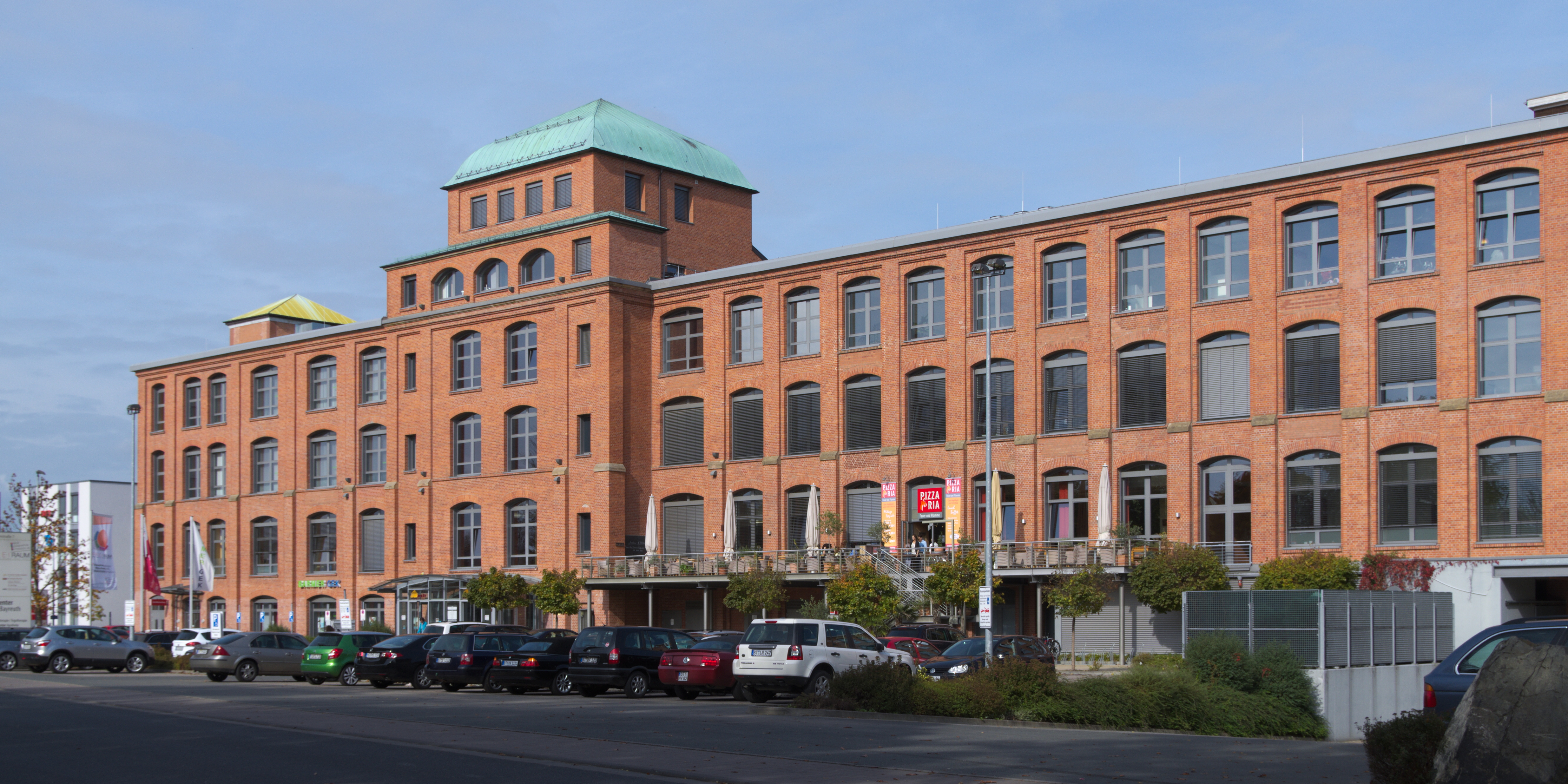
Erhaltener C-Bau (ursprünglich: E-Bau) der Neuen Baumwollen-Spinnerei

Die Neue Baumwollen-Spinnerei Bayreuth (NSB) war einer der drei großen Spinnereibetriebe in Bayreuth.

## Geschichte

### Gründung und erste Jahrzehnte
Die Aktiengesellschaft wurde am 19. Januar 1889 von Carl Schüller und Otto Rose gegründet. Erster Direktor war Carl Schüller. Als erster der NSB-Industriebauten wurde 1889 der sogenannte A-Bau errichtet, 1897 folgte der B-Bau und 1913 der C-Bau. Die 1914 entstandene Kantine wurde zuletzt als Schlosserei genutzt. Bald war die Neue Baumwollen-Spinnerei der größte Arbeitgeber der Stadt.
Die Spinnerei richtete in unmittelbarer Nähe zu den Werksgebäuden eine betriebseigene Schrebergartenkolonie für die Arbeiter ein, Vorbildliche Umkleide- und Waschräume sollten zur Erziehung der Belegschaft zu Sauberkeit und Ordnung beitragen. Schon von den frühen Jahren an veranstaltete die NSB Gesellschaftsveranstaltungen für ihre Belegschaft und konnte sich im Gegenzug deren Loyalität sicher sein. Im Dezember 1921 wurde ein Schornstein errichtet, der mit 97 m seinerzeit der höchste in Bayern war. Die Spindelzahl, das Maß für die Größe einer Spinnerei, belief sich auf bis zu 157.000.

### Zeit des Nationalsozialismus
Einschneidende Veränderungen brachte der am 1. September 1939 mit dem deutschen Überfall auf Polen begonnene Zweite Weltkrieg. Arbeiter der NSB wurden zur Wehrmacht eingezogen und fehlten fortan in der Produktion. Erstmals am 21. April 1940 wurden 25 weibliche „Hilfskräfte“ aus Polen eingestellt und angelernt. Am 9. Januar 1942 wurden bereits 107 Polinnen und Belgierinnen gezählt, am 11. April jenes Jahres 113 Polinnen und 16 Belgierinnen. Der größte Zeil dieser Zwangsarbeiterinnen wurde im Laufe des Jahres 1943 an Rüstungsbetriebe wie das Metallwerk Carl Tabel in Creußen abgegeben. Am 16. September 1943 zählte die NSB noch 65 Polinnen sowie 55 – zumeist aus der Ukraine stammende – „Russinnen“. Als Ersatz für abgegebene Arbeitskräfte wurden der Spinnerei vom Arbeitsamt nach und nach 60 schwangere polnische Frauen zugewiesen.
Von 1940 an beschäftigte die NSB auch Kriegsgefangene, die ab 1943 hauptsächlich für die Nürnberger Aluminium-Werke arbeiteten. Am 3. Juli 1940 kamen 30 kriegsgefangene Belgier an, die nach wenigen Wochen in ihre Heimat entlassen wurden. Ihnen folgten am 19. September 30 Polen; diese wurden am 2. Oktober 1940 in das Stammlager zurückgeschickt, um „ihren Verkehr“ mit den polnischen Arbeiterinnen zu unterbinden. Von da an wurden vorwiegend französische, belarussische und italienische Kriegsgefangene eingesetzt, die aus dem Stammlager XIII B in Weiden kamen. Sie wurden in der noch nicht belegten Personenkraftwagen-Garage der Gemeinschaftsanlage untergebracht. Beim Bau des Gemeinschaftshauses wurden auch 25 Männer aus dem Gefängnis Sankt Georgen eingesetzt. Die Gemeinschaftsanlagen der NSB lagen auf der gegenüberliegenden Seite der Gutenbergstraße, an der Stelle der heutigen Hausnummern 16 bis 22. Sie wurden noch in der Nachkriegszeit zu den diversen feierlichen Anlässen der NSB genutzt.
Am 13. Januar 1941 wurde Bayreuth Ziel eines ersten Bombenangriffs der Royal Air Force. Ein oder zwei mehrmotorige Flugzeuge überflogen zwischen 3.17 Uhr und 4.56 Uhr im Tiefflug die drei Spinnereien der Stadt. Aus 200–300 m Höhe wurden zwei Leucht-, drei Spreng- und ca. 33 Brandbomben abgeworfen. Die Staubfilteranlage und eine Batterielichtanlage der Neuen Baumwollen-Spinnerei wurden zerstört bzw. verschüttet. Personen kamen nicht zu Schaden, obwohl die Löschtrupps infolge fehlender Flakeinheiten wiederholt mit Maschinengewehrfeuer belegt wurden. Der Schaden der Neuen Baumwollen-Spinnerei betrug rund 100.000 Reichsmark, der Betrieb konnte ohne Unterbrechung fortgesetzt werden.
Im A-Bau, der sich im Bereich des heutigen Elektronikmarkts befand, waren Zwangsarbeiter untergebracht, die überwiegend aus Polen und der Sowjetunion stammten. In dem im Volksmund als „Polenburg“ bezeichneten Gebäude lebten auch fünf zwischen Mai 1942 und Juni 1943 geborene Kinder von Zwangsarbeiterinnen. Deren Mütter mussten gleich nach der Entbindung wieder in Schichten arbeiten und die Babys in fremde Obhut geben. „Ausländerkinderpflegestätten“ wurden auch in der benachbarten Gutenbergstraße und der nahen Munckerstraße eingerichtet. Von den nachweisbar insgesamt 80 in Bayreuth von Zwangsarbeiterinnen geborenen Kindern verstarben mindestens 36 an Vernachlässigung und Mangelernährung.
Im Juli 1942 brach in einem Mischungsfach, kurz darauf im Maschinenraum der Spinnerei A Feuer aus. Die Untersuchung der Geheimen Staatspolizei Nürnberg ergab, dass die Brände von zwei polnischen Zwangsarbeiterinnen gelegt worden waren. Die beiden Frauen wurden – offenbar vom Sondergericht Bayreuth – wegen Sabotage zum Tode verurteilt und hingerichtet.
1943 wurde im zweiten Saal der stillgelegten Spinnerei B eine Rüstungsfertigung der Firma Rosenthal aus Selb aufgenommen. Die Einzelteile für die dort hergestellten Porzellanwiderstände wurden aus Selb angeliefert und in Bayreuth montiert. Hierfür wurden zunächst 50 deutsche und ausländische Arbeitskräfte aus der Spinnerei und der Zwirnerei abgestellt. Deren Zahl wuchs allmählich auf 140 Personen an, zu denen weitere 50 arbeitsverpflichtete Frauen kamen, die im kleinen Saal des gegenüberliegenden Gemeinschaftshauses tätig waren. Im Sommer 1943 kam in der Spinnerei B eine Abteilung der Nürnberger Aluminium-Werke als weiterer Rüstungsbetrieb hinzu.

1944 verlegte der spätere Bundeskanzler Ludwig Erhard sein Institut für Industrieforschung aus Sicherheitsgründen von Nürnberg auf das Gelände der Neuen Baumwollen-Spinnerei. Im Juni 1944 wurde unter der Bezeichnung „Physikalische Forschungsanstalt“ in der ehemaligen Zwirnerei des Werks ein Außenlager des Konzentrationslagers Flossenbürg eingerichtet. Am Nachmittag des 11. April 1945 wurde das Werk – und mit ihm die Zwirnerei – durch einen amerikanischen Bombenangriff schwer beschädigt. Das KZ-Außenlager wurde in den folgenden Stunden aufgelöst. 
Auch in der Zeit des Zweiten Weltkriegs verdienten der Vorstand, der Aufsichtsrat und die Aktionäre hervorragend. Im Geschäftsjahr 1944 betrug der Reingewinn der NSB rund 471.000 Reichsmark (RM). Der Vorstand Erich Köhler erhielt 77.000 RM, die Bezüge der sechs Aufsichtsräte beliefen sich auf insgesamt gut 33.000 RM; über eine Dividende von 4,5 Prozent konnten sich die Aktionäre freuen.

### Nachkriegszeit
Nach dem Zweiten Weltkrieg war der Inlandsmarkt, mit Ausnahme des wirtschaftstechnischen Bedarfs, für die Spinnereien zunächst gesperrt. Im Dezember 1947 arbeitete die Bayreuther Textilindustrie noch für das OMGUS-Programm; in der Neuen Baumwollen-Spinnerei waren in jenem Monat 535 Personen tätig, die monatliche Umsatzmenge betrug durchschnittlich 170 Tonnen Baum- bzw. Zellwolle und Garne. Am 16. Dezember 1949 war die Belegschaft bereits auf 1350 Personen angewachsen. Der vollständige Wiederaufbau der NSB zog sich bis in die 1950er Jahre hinein. In den Jahren 1953/54 wurde die Färberei I und von 1962 bis 1963 die Färberei II errichtet.
Ein erster Gastarbeiter traf im September 1956 aus Pakistan ein. In Hochzeiten beschäftigte die NSB bis zu 1600 Mitarbeiter (im Jahr 1960). Am 15. April 1985 kam es in der NSB zu einem Großbrand. Anfang 1991 stellte sie neue Maschinen auf, der Maschinenpark der Spinnerei wurde zum modernsten in Europa. Sie waren in Bayreuth jedoch nur noch runde sechs Monate lang in Betrieb.

### Stilllegung und Nachnutzung

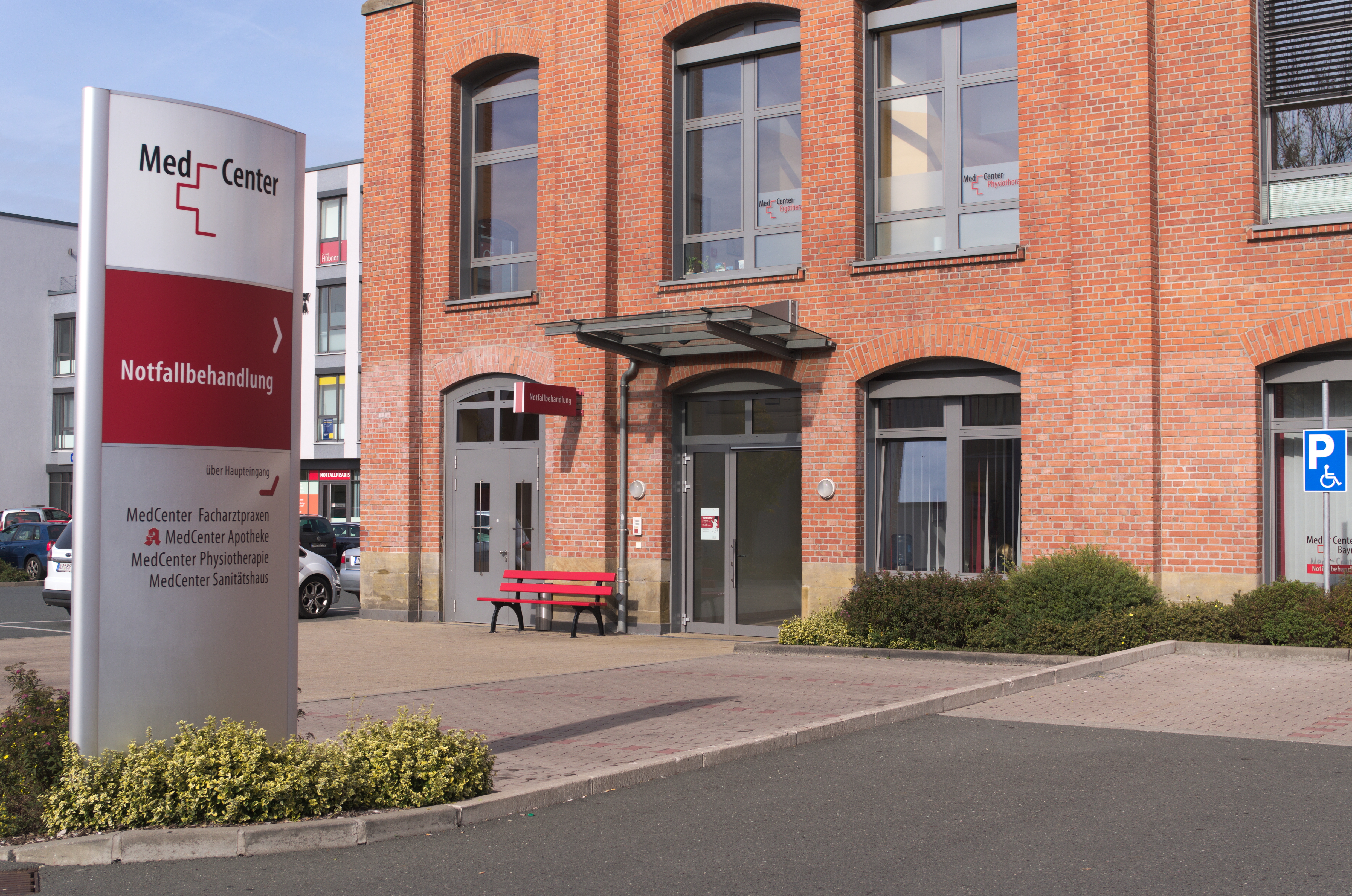
Eingang des Medcenters

Im September 1991 warteten die verbliebenen rund 180 Beschäftigten erstmals vergeblich auf ihren Lohn. Am 7. Oktober wurde der Betrieb daher erstmals bestreikt. Während einer Betriebsversammlung Mitte jenes Monats gab der vorläufige Vergleichsverwalter den Konkurs der Firma bekannt. Der letzten Schicht Anfang Februar 1992 gehörte nur noch „eine Handvoll“ Personen an.
Am 7. Februar 1992 wurde das Unternehmen stillgelegt, die letzte Schicht endete an jenem Tag gegen 14 Uhr. Am 25. Februar wurde bekannt, dass ein Unternehmer aus Niederbayern die Forderungen der Gläubigerbanken in Höhe von 36,5 Millionen DM aufgekauft hatte. Die Geräte, mit denen 16 verschiedene Garne nebeneinander verarbeitet werden konnten, wurden in der Folge abgebaut. Im Mai 1992 sägten im Park der NSB unbekannte Täter 80 zwischen 20 und 80 Jahre alte Laubbäume in Kniehöhe ab, obwohl nach einem Stadtratsbeschluss der Bestand an Ahornen, Birken, Buchen und Eichen erhalten werden sollte. Eigentümer des Geländes war damals eine Grundstücksverwaltungsfirma aus Regensburg.
Am 19. Januar 1994 fielen erste Teile des Areals für die neue Prüf- und Geschäftsstelle des Technischen Überwachungsvereins der Abrissbirne zum Opfer. Im Februar 1996 wurde der B-Bau abgebrochen, im Jahr 2000 der A-Bau. Auf den frei gewordenen Flächen fanden unter anderem ein Baumarkt (eröffnet im August 1997) und ein Elektronikmarkt (im Jahr 2006) Platz.
Erhalten blieb mit dem 1913 fertiggestellten E-Bau (heute meist als „C“ bezeichnet) das größte Gebäude des Betriebs mit einer Nutzfläche von rund 16.000 m². Er steht unter Denkmalschutz und wurde, wie das übrige Gelände, einer neuen Verwendung (Arztpraxen, Gastronomie und Einzelhandel) zugeführt. 2024 wurden die dort als „Medcenter“ zusammengeschlossenen Arztpraxen zu einer Betriebsstätte der Klinik Hohe Warte des Klinikums Bayreuth.